# 伊瓜拉學生綁架案
伊瓜拉学生綁架案是墨西哥格雷罗州伊瓜拉獨立市一樁大規模綁架及失踪事件。2014年9月26日，43位阿约齐纳帕乡村师范学校（英語：Ayotzinapa Rural Teachers' College）学生原定組織前往市长夫人公開演讲地点示威，但於半途遭当地毒販襲擊，6人当场中槍身亡，其余人被綁架后失踪。9月29日一些学生到格雷罗州议会门口示威要求交出失踪者。10月4日警方发现了一处乱葬岗，内有28具尸体。此次事件的暴露震惊了全国，10月8日墨西哥城爆发了大规模示威。接下来半个多月的时间里，陆续有乱葬岗被发现，但案情一直未有突破进展。墨西哥当局长期以来一直遭到国际谴责。
事件曝光后，美洲国家组织、美国政府均要求墨西哥政府彻查此事。11月7日，墨西哥总检察长卡拉姆通报了案情，称嫌犯供认43名学生已遇害。这些嫌犯从属于贩毒集团，警方将学生移交给他们后，他们射杀学生并焚烧尸体15小时，且把一些残骸抛入附近河流。11月8日，再度有民众走上街头，墨西哥南部政府大楼、墨西哥城国家宫遭到冲击。伊瓜拉市长被爆与贩毒黑帮相勾结，11月4日已在逃亡中被捕。
2020年9月26日，墨西哥总统洛佩斯·奥夫拉多尔呈交一份案件的长篇报告，称已发布的总共70项逮捕令中，至少有34项已被执行，其中有25项涉及警察和陆军部门的成员。他在一场活动中向失踪学生父母表示：「证实涉案者，都将受到审判。」但也强调要找到犯人的下落解决问题还有很长的路要走。受害者的家人一直在要求答案，长期以来一直抱怨军方没有采取任何保护学生的行动，甚至可能是犯罪的帮凶。墨政府表示仍在继续搜寻失踪学生。
2022年8月18日，墨政府认定43人全部丧生。截至當時，當局靠一些遗骨碎片确认了三名遇害者身份，其中一人是军方线人。同時墨西哥當局再度签发针对军人、警察等人员的数十份逮捕令。8月19日，墨西哥前檢察總長穆利優（Jesus Murillo）被逮捕。

## 背景
在20世纪至21世纪墨西哥政府试图结束1920年代创建的乡村师范学校制度，该类师范学校的出现促进了1935年墨西哥社会主义乡村学生联合会（西班牙語：Federación de Estudiantes Campesinos Socialistas de México，简称FECSM）的诞生。
因此，各地师范学校采取了各种行动抵抗。1940年7月，20名学生抗议。在冷战麦卡锡主义影响下，此类乡村师范学校被指控为“共产主义”，因此1950年时任总统米格尔·阿莱曼·巴尔德斯宣布乡村师范学校的解散，并引发学生反抗。
格雷罗州的师范学校，特别是劳尔·伊西德罗·布尔戈斯师范学校，和游击队员卢西奥·卡瓦尼亚斯与赫纳罗·巴斯克斯·罗哈斯关联颇深，二者皆为该校学生和教师。二者以及其他师范学校师生都在1970年代肮脏战争中遭到杀害或失踪。由于FECSM、师范学校的左派倾向以及其与卡瓦尼亚斯和罗哈斯的关系，致使联邦、州和市政府皆将阿育津纳帕学校视为敌人。
在2014年，46所学校中的30所遭到关闭。学生的抵抗行为包括集会、游行和封锁道路等。在2008年，米却肯州警察进行强力镇压，在特内里亚师范学校（Escuela Normal de Tenería）周围暴力拘留了130名学生；2010年，阿瓜斯卡连特斯警方暴力驱散并拘留13名学生。
2012年，米却肯州政府打算将米却肯州的乡村师范学校纳入强制性评估，引发阿特亚加地区师范教育中心（Centro Regional de Educación Normal de Arteaga）、米却肯原住民师范学校（Escuela Normal Indígena de Michoacán）和（Escuela Normal Rural Vasco de Quiroga）的学生占领校园和停摆，除此之外，学生还阻碍公交车行驶，试图迫使与政府进行对话。以革命制度党政客福斯托·巴列霍·菲格罗阿为首的政府下令总计1500名联邦、州、市警察占领学校，在此期间警方被指责过度使用武力，酷刑，殴打和性暴力。176名学生被指控犯罪，并被送往州立监狱。
2011年12月12日，格雷罗州首府奇尔潘辛戈，联邦警察、州警察和伊瓜拉第27步兵营驱逐了封锁太阳公路的阿约齐纳帕鄉村师范学校学生。这些学生们抗议对其的要求的忽视，例如增加食品预算、拒绝尤金尼奥·埃尔南德斯·加西亚（Eugenio Hernández García）为校长，为此他们要求与时任格雷罗州州长安赫尔·阿吉雷·里韦罗举行公开听证会。鉴于阿吉雷取消了公开对话，学生们决定于12月12日上午11点无限期封锁太阳公路，直到再有对话为止。
大约500名警察和便衣武装人员前往梅斯卡拉橋附近。警方在高速公路两边使用AK-47、AR-15和HK G36，对学生开火持续30分钟，导致豪尔赫·亚历西斯·埃雷拉·皮诺（Jorge Alexis Herrera Pino）和加夫列尔·埃切维里亚·德赫苏斯（Gabriel Echeverría de Jesús）两名学生死亡以及多人受伤。
阿吉雷州长否认警察开枪，但媒体拍摄到警察使用突击步枪的照片。格雷罗州安全秘书处副处长拉蒙·阿雷奥拉（Ramón Arreola）确认了阿吉雷曾下达过“清理道路”的命令。联邦政府和州政府相互指控对方开枪。同时，学生试图放火焚烧加油站，导致一名工人烧伤身亡。在德国，该案被用作用作证据，证明黑克勒&科赫向奇瓦瓦州、哈利斯科州、恰帕斯州和格雷罗州等有暴力和严重侵犯人权历史的政府出售武器，违反了贸易准则，德国政府对此表态否认。
阿约齐纳帕师范学校的学生过去曾拦截公交车并与警方发生冲突。自2014年事件以后，司机和交通公司达成共识，同意学生使用公交车，但附加学生不驾驶等条件。

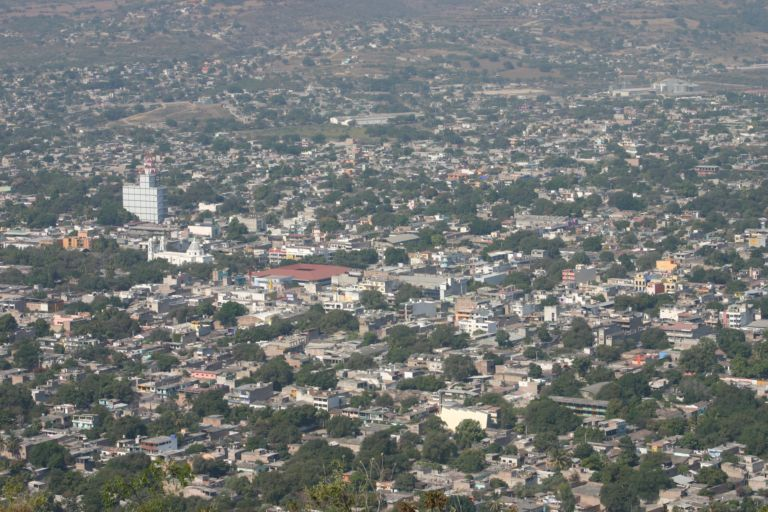
伊瓜拉市

学生们计划参加2014年10月2日墨西哥城纪念特拉特洛尔科大屠杀的示威活动，为此一周以来，他们劫持公交车并偷窃燃料。9月22日，联邦警察和州警察在太阳公路阻拦学生前往阿卡普尔科，阻止其偷窃燃料。9月25日至26日，学生们乘坐此前劫持的两辆巴士前往奇爾潘辛戈，试图劫持其他车辆，但遭到当地警方阻止，可并未逮捕他们或没收车辆。
9月26日下午，学生们前往伊瓜拉市，驾驶三辆巴士（一辆Costa Line，两辆Estrella de Oro）寻找更多车辆。在抵达伊瓜拉客运站，他们获得了两辆Costa Line以及一辆Estrella Roja。但由于司机逃离时携带走车钥匙，他们不得不抛弃一辆。另一名司机则抵抗学生的夺取，并通报给管理方以及警方。近百名阿约齐纳帕的学生被分配在五辆巴士上，其中两名中学三年级，六名中学二年级，其余都是一年级生。
另一边，伊瓜拉市市长民主革命党员何塞·路易斯·阿瓦尔卡·贝拉斯克斯，其被指控与犯罪集团联合勇士勾结，据称成为其保护伞。阿瓦尔卡配偶玛丽亚·德洛斯安赫莱斯·皮内达·比利亚为犯罪组织和市政府的纽带，其兄弟为贝尔特兰·莱瓦贩毒集团成员。同样的皮内达是国家家庭全面发展系统（简称DIF）当地主任。在墨西哥，现任市长配偶按照惯例将领导该部门当地办公室。尽管这对夫妇被指控参与多项犯罪，且州政府的不同部门了解这些指控，但都没有采取法律行动。
9月26日晚，伊瓜拉DIF举办一场派对，庆祝在皮内达领导下取得的成就。据称，皮内达的市长竞选计划也在此一同启动。没有证据表明这些学生试图阻挠该庆祝活动。
根据联邦政府的数据，2014年格雷罗州谋杀率位于墨西哥之最，每10万公民有48起谋杀案，七倍于世界平均水平。
根据格雷罗人权委员会的数据，1990年年代共发生了90起强迫失踪案。2014年，检查总长尚未对这些案件中的任何一起展开初步调查，但在此之前已调查了44起案件。其中没有任意案件被移送，也无人因此被定罪。

## 事件发展

### 第一次袭击
在伊瓜拉客运站出发后，以Estrella de Oro 1531为首，Costa Line 2012、Costa Line 2510和Estrella de Oro 1568四辆巴士组成了一个车队向北行驶。朝着伊瓜拉的外围环行进，返回阿约齐纳帕，行进路线中，将会经过DIF庆祝活动一条街。然而，警察在接到司机的举报后追赶车队，试图阻止车队接近庆祝活动。而Estrella Roja 3278为最后离开客运站的车辆，向南行驶，前往奇尔潘辛戈。
根据格雷罗州检察官伊尼亚基·布兰科·卡夫雷拉（Iñaky Blanco Cabrera）的证词，第一起暴力事件发生在21:30，警察用一辆面包车在Juan N. Álvarez街和Periférico Norte街挡住了四辆向北行驶的巴士。学生们下车试图将货车推开并与也赶到的警察对峙。当学生阿尔多·古铁雷斯·索拉诺（Aldo Gutiérrez Solano）挣脱并制服一名警察时，伊瓜拉市警察向他开枪，使他身受重伤并导致他的同学丹尼尔·索利斯·加利亚多（Daniel Solís Gallardo）死亡。根据地理标注资料显示，在现场的警察分别是Miguel “N”、Armando “N”、Fausto “N” 和 Raúl “N”。22点，科库拉市警察局副局长César "N"下令Ignacio "N"协助伊瓜拉警方的行动。
枪击事件让学生们陷入混乱，其中一些人躲进了停下来的巴士之间的空间。其他人则尽力逃往周边地区。伊瓜拉警方逮捕了未下车的学生。大多数被捕者来自车队的最后一辆巴士（Estrella de Oro 1568）。
袭击期间，几名学生通过手机与留在阿约齐纳帕的同学进行联系。这些学生得知这些事件后，派出另一支学生车队，前往伊瓜拉，以帮助遭受袭击的同学。
Estrella Roja 3278巴士的学生也收到了袭击事件的电话。当车辆驶向事发现场帮助被袭击时，巴士被困在车流中间并被警方拦截。停车后，学生们被枪指着下车。公交车没收后，警方允许他们自行逃离现场。

### 第二次袭击
第二批学生于26日23点左右抵达，遇到了一些没有被警察带走的同学，其中包括从Estrella Roja 3278下车的同学。学生们在格雷罗州教育工人国家协调局（Coordinadora Estatal de Trabajadores de la Educación de Guerrero，简称CETEG）的老师陪同下检查现场，寻找枪击事件后躲藏的学生，也接受媒体采访。午夜时分，学生突然遭到袭击，据目击者称，袭击者朝着学生开枪。袭击导致两名学生身亡胡里奥·塞萨尔·拉米雷斯·纳瓦（Julio César Ramírez Nava）和胡里奥·塞萨尔·蒙德拉贡·丰特斯（Julio César Mondragón Fuentes），其余的人逃离，躲藏在伊瓜拉周围的山丘或房屋屋顶上。
几乎与此同时，在通往奇尔潘辛戈的高速公路上，另一群警察向一辆载有奇尔潘辛戈黄蜂足球队的大巴开抢。这只球队此前结束在伊瓜拉客场比赛，与事件并无关联。袭击导致，三人死亡：戴维·霍苏埃·加西亚·埃班赫利斯塔（David Josué García Evangelista，15岁，球员）、布兰卡·蒙铁尔·桑切斯（Blanca Montiel Sánchez，路过该地的出租车乘客）和比克托·曼努埃尔·卢戈·奥尔蒂斯（Víctor Manuel Lugo Ortiz，大巴司机）。球队教练重伤住院。
根据阿约齐纳帕案特别调查和诉讼部门（UEILCA）称，这43名学生和其他学生从师范学校出发，并被绑匪分成至少三组带走。

## 调查

### 初步调查以及“事实真相”
9月27日11时，墨西哥军队发现了胡里奥·塞萨尔·蒙德拉贡的尸体，第二次袭击中丧生的学生，他的面部遭到破坏。
早期报告称，阿约齐纳帕乡村国立学校57名学生失踪，据称遭到伊瓜拉市警察袭击和绑架。9月30日，报道14人生还，另有43人失踪。同日，报道伊瓜拉市长何塞·路易斯·阿瓦尔卡·贝拉斯克斯被指控为强迫失踪的策划者，负责通过无线电指挥州警察实施9月26日的行动。9月29日，阿瓦尔卡否认对学生的袭击，称存在人员伤亡并表示其已命令警察不得对学生开火，只能对空鸣枪并在DIF办公室的第二份报告指控学生试图袭击庆祝活动。
es que un grupo de ayotzinapos llegaron a Iguala; al parecer alguien los contrató para que vinieran a hacer desmadres 

一群阿育津纳帕人来伊瓜拉；显然有人雇佣他们来捣乱的——何塞·路易斯·阿瓦尔卡·贝拉斯克斯
受州部队保护的家长和师范学生于9月29日开始搜寻这43名学生，尤其是在乱葬岗搜寻可能的尸骨。
10月4日，伊瓜拉周边地区发现一个乱葬岗，埋有28具尸体。经法医鉴定，这些尸体与失踪者们不符，迄今为止这些尸体的身份尚且不名。
10月6日，事件发生十一天后，时任总统恩里克·佩尼亚公开提及这些事件，并承诺对罪犯进行惩罚。
10月8日，奥斯瓦尔多·里奥斯·桑切斯（Osvaldo Ríos Sánchez）与其兄弟米格尔·安赫尔（Miguel Ángel）因涉嫌参与失踪事件而在莫雷洛斯州库埃纳瓦卡遭到逮捕。而奥斯瓦尔多被错认成伊瓜拉市长的妻舅萨洛蒙·皮内达·比利亚（Salomón Pineda Villa）。里奥斯·桑切斯兄弟遭受警方酷刑、被警察从直升机扔下以及被送往墨西哥城的检察总长办公室后，承认他们在联合勇士领导之一的安赫尔·卡萨鲁比亚斯·萨尔加多（Ángel Casarrubias Salgado）的命令参与事件。次日，检察总长办公室在格雷罗州普埃布洛别霍市拉帕罗塔返现四个坟墓，共有八具遗骸。然而并非失踪的43人的尸体。
2014年10月13日，时任共和国检察总长赫苏斯·穆里略·卡拉姆出具报告称，伊瓜拉市警察按照阿巴尔卡的指示，在逮捕43名学生后，移交给临市的科库拉市警察。据称，这些科库拉警察又将学生交给贩毒集团联合勇士的成员。
根据在酷刑下获得的里奥斯·桑切斯兄弟的证词，安赫尔·卡萨鲁比亚斯·萨尔加多，可能认为竞争对手贩毒集团红已经渗透进学生中，下令杀死学生。
根据其他抓获的联合勇士成员在遭受酷刑后的证词，学生们被装在两辆卡车上，送往科库拉市垃圾场。由于过度拥挤和捆绑，十五名学生在抵达时可能已经会窒息而亡。当幸存的学生被带出货车后，每个人都受到了简短的审问，然后用子弹击中后脑勺死亡。之后将尸体扔进垃圾场的下部焚烧尸体，并通过在尸体上扔燃料来让火持续几个小时。完成后，被命令收集骨灰并压碎剩余的骨头，将它们放入塑料袋中并扔进圣胡安河。

#### 共和国检察总长报告
2014年11月7日，墨西哥共和国检察总长办公室（PGD）发布报告称，根据调查，他们发现格雷罗州科库拉的垃圾场发现了大规模凶杀案的证据，可能与9月26日在该州失踪的43名学生有关。根据三名新拘留者的证词在酷刑下承认杀害。时任检察总长赫苏斯·穆里略·卡拉姆在国家电视台的新闻发布会上宣布了这一消息。他表示拘留者称，这些学生是在伊瓜拉和科库拉市警察将他们交给犯罪集团“联合勇士”后遭到杀害。他们的尸体被烧毁，遗体被装进袋子并扔进附近的河里。
穆里略以疲劳为由，结束新闻发布会，并拒绝媒体进一步提问。当时的检察官说：“我累了”（Ya me cansé），从而引起了受害者父母和人们的愤慨，当晚引发抗议活动。三天后穆里略辩称，本意不是冒犯，而是因为在发布会期间他已40个小时没有睡觉了。
2015年1月27日，检察总长办公室通报了失踪事件的调查进展，声明与时任伊瓜拉市长何塞·路易斯·阿瓦尔卡相关联的组织联合勇士组织绑架、杀害、焚烧并抛撒骨灰是事件事实。根据检察总长的报告，联合勇士的敌对组织“红”与师范学校校长何塞·路易斯·埃尔南德斯（José Luis Hernández）鼓励或支持学生在伊瓜拉市的示威活动。那天晚上，联合勇士在伊瓜拉当局支持下，处决这群师范学校学生。当晚两名抗议学生，赫苏斯·亚历克西斯·埃雷拉·皮诺和加布里埃尔·埃切维里亚·德赫苏斯，遭到警察杀害后，学生们点燃加油站，导致加油站员工死亡。
据共和国检察总局（Fiscalía General de la República）称，PGD调查中酷刑是在他们“参与或默许”下使用。2019年，一段公开视频显示证词是PGD通过酷刑获得，其中三名审讯人员于2020年遭到逮捕。同年，另外一段视频遭到公开，显示刑事侦缉处处长托马斯·塞龙参与到“刷子”费利佩·罗德里格斯·萨尔加多（Felipe Rodríguez Salgado）的暴力讯问中，后者被宣称为下令杀害的人。2021年10月，托马斯·塞龙和国家安全与研究中心人员的影像资料曝光，显示“刷子”萨尔加多戴着头巾并戴上手铐，随后向其展示视频了联合展示成员（如“Chereje”阿古斯丁·加西亚·雷耶斯）的证词。警方敦促他“冷静”行事，并称他的陈述与两个月前其他被告的陈述一致。该视频显示了费利佩·罗德里格斯·萨尔加多的身体和情绪状态，与另一段向检察官伊芙琳·阿吉拉尔·戈麦斯（Evelyn Aguilar Gómez）作证的视频中表现的身体和情绪状态不同，在后者他平和、洁净并自愿作证，与2017年被泄露给媒体的视频一致，目的就是为了证明“事实真相”。
PGD“事件真相”理论的关键证人在被核实到遭受酷刑后被释放，其中包括联合勇士地区领导吉尔达多·洛佩斯·阿斯图迪略（Gildardo López Astudillo）和阿古斯丁·加西亚·雷耶斯（Agustín García Reyes），前者成为了保护证人。

#### 质疑和独立调查
受害者家长、律师和支持者拒绝了墨西哥联邦当局提供的有关受害者的信息，称其缺乏科学和技术支持，也表示在出现明确的死亡证据之前，这些学生都还活着。他们同样批评时任墨西哥总统恩里克·培尼亚·涅托在失踪案引发的政治危机的情况，宣布对中华人民共和国和澳大利亚进行国事访问。面对这些批评，墨西哥总统表态将会彻查此案，直至事实清楚并惩罚所有罪犯。
澳大利亚活动人士对恩里克·培尼亚的访问表达抗议，要求为失踪事件伸张正义。民主革命党前总统候选人安德烈斯·曼努埃尔·洛佩斯·奥夫拉多尔表示：“墨西哥政府希望制止犯罪，让墨西哥恢复正常，就像这是一件小事一样。”国家行动党要求政府彻查，直到此事在失踪者父母以及墨西哥社会面前得到澄清。
受害者家属组成的团体，根据目击者的证词，持续在不同地点寻找失踪者。格雷罗州的社区自卫团体于2014年12月告知家属，称经过多次巡查后，在距离科库拉垃圾场800米的名为“La Carnicería”（肉店）的地方发现了人类遗骸。PGR专员和调查人员前往现场，收集了一袋的证据，但没有送往法医分析。2015年，阿根廷法医人类学组织正式要求PGR将发现的证据正式纳入调查，此事直到2020年才达成并确认其中一名失踪学生的身份。
Forensic Architecture受阿根廷法医人类学团队委托，与弥额尔·奥斯定·普罗·华雷斯人权中心合作，建立2014年9月26日-27日伊瓜拉袭击相关事件的数据平台，其目的是找出有关该案的各种证词和报告中出现的矛盾。
2020年6月30日，共和国检察总局，通过检察总长亚历杭德罗·赫尔特斯·马内罗宣布停止“事实真相”作为本案的调查方向。2020年9月26日，安德烈斯·曼努埃尔·洛佩斯·奥夫拉多尔总统在受害者家属面前宣布“唯一的真相是没有真相，找到真相是我们要达成任务”，称调查将继续。内政处人权事务副秘书处处长亚历杭德罗·恩西纳斯·罗德里格斯评价称调查“陷入停滞”。
受害者家属律师比杜尔福·罗萨莱斯（Vidulfo Rosales）于2021年11月表示，墨西哥陆军已封锁有关此案的官方信息，部分文件已被销毁或无法再查阅，并指出国防秘书处处长“辩称‘监管问题’，拒绝家长查阅该案所有文件的请求。”

### 跨学科独立专家组的报告
鉴于对墨西哥政府的不信任、“事实真相”版本的质疑以及受害者父母、律师和弥额尔·奥斯定·普罗·华雷斯人权中心和特拉奇诺兰山人权中心可能面临的风险，于是他们正式请求美洲人权委员会提供预防性保护措施，该国际组织2014年10月3日发布的第409/14预防措施。于是，受害者亲属、墨西哥政府和美洲人权委员会签署了一份技术援助协议，其中父母要求人权委组建独立小组调查此案。该协议于2014年10月3日签署。
10月6日，第一份《阿约齐纳帕报告—关于阿约齐纳帕师范学校失踪和杀害案的调查和初步结论—》在墨西哥城公布。在这项调查中，跨学科独立专家组提出的科学证据与PGR提出的“事实真相”相矛盾。专家组进行自己的研究，发掘新证据，提供新的研究方向并表达建议。
鉴于其活动的性质，人权委表示，独立专家组收到了针对其的媒体宣传和法律行动，抹黑其行为并阻碍其调查。

### 真相和诉诸正义委员会
2018年12月4日，安德烈斯·曼努埃尔·洛佩斯·奥夫拉多尔总统颁发政令，指示建立委员会来“加强阿约齐纳帕案受害者亲属行驶知晓真相的权利”。
2019年1月15日，墨西哥政府在内政秘书处设立了“阿约齐纳帕案真相和诉诸正义委员会”。
该委员会由受害者家属、民间组织、内政秘书处、外交秘书处和财政和公共信用秘书处代表组成，其职能是促进和监督共和国检察总局对阿约齐纳帕案的新调查。

#### “莫乔莫”被捕
联合勇士贩毒集团首领“莫乔莫”何塞·安赫尔·卡萨鲁维亚斯·萨尔加多（“el Mochomo” José Ángel Casarrubias Salgado）在2020年6月24日于梅特佩克市遭到逮捕，被指控犯有多起案件，其中包括参与学生失踪案。2020年9月24日，墨西哥州的法官将“莫乔莫”与有组织犯罪的案件关联起来。

#### “事实真相”理论的终结
2020年6月30日，检察总长亚历杭德罗·赫尔特斯·马内罗在一次会议上宣布，上届政府创造“事实真相”理论结束了，并获得刑事侦缉处前处长托马斯·塞龙的逮捕令且向国际刑警组织提出红色通报。2021年10月1日，洛佩斯·奥夫拉多尔总统致信以色列总理纳夫塔利·贝内特，要求引渡托马斯·塞龙。

#### 遗骸鉴定
2020年7月7日，该委员会通报称因斯布鲁克大学对“La Carnicería”发现的一块骨头碎片进行DNA鉴定，确定其属于克里斯蒂安·阿方索·罗德里格斯·特伦夫雷（Cristian Alfonso Rodríguez Telumbre）。凭借鉴定结果，了解到当时PGR已封锁现场并阻止阿根廷法医人类学团队和GIEI进入调查。
2021年6月15日，阿约齐纳帕案检察官奥马尔·戈麦斯·特雷霍（Omar Gómez Trejo）举行的视频会议上，在“La Carnicería”发现的遗骸中发现了学生乔西瓦尼·格雷罗（Jhosivani Guerrero）的DNA，匹配准确率高达99%，且无焚烧痕迹。

#### 公开致歉
2020年9月26日，墨西哥总统在墨西哥城国家宫会见了师范学生的家长，告知了调查进展情况并公开道歉。

### “事实真相”与真相和诉诸正义委员会的报告区别
PGR的“事实真相”与真相和诉诸正义委员会的报告存在差异
| 检察总长办公室的“事实真相”                                               | 真相和诉诸正义委员会的报告                                                                                             |
| ------------------------------------------------------------------------ | --- |
| 学生们试图扰乱玛丽亚·德洛斯安赫莱斯·皮内达·比利亚的工作通报会            | 学生们原定于2014年10月2日乘坐巴士前往墨西哥城                                                                          |
| 伊瓜拉市警察袭击后，被拘留的学生被转移到伊瓜拉指挥处                     | 乘坐1568路上的学生被带到伊瓜拉指挥处，而无法确定1531路上的学生被带到何处                                               |
| 这43名学生被视为敌对组织“红”成员，而被联合勇士杀害并在科库拉垃圾场焚烧。 | 没有物理、化学和气象证据确定43名学生在科库拉垃圾场被焚烧。这些学生被分为不同的小组带离，有证词表明，被分成了至多三组。 |
| 市一级的地方民政和警察参与该案                                           | 有证据表明该地区的犯罪团伙、警察和地方民政、联邦和州当局以及墨西哥陆军第27步兵营人员参与了此次行动                     |

## 政治影响

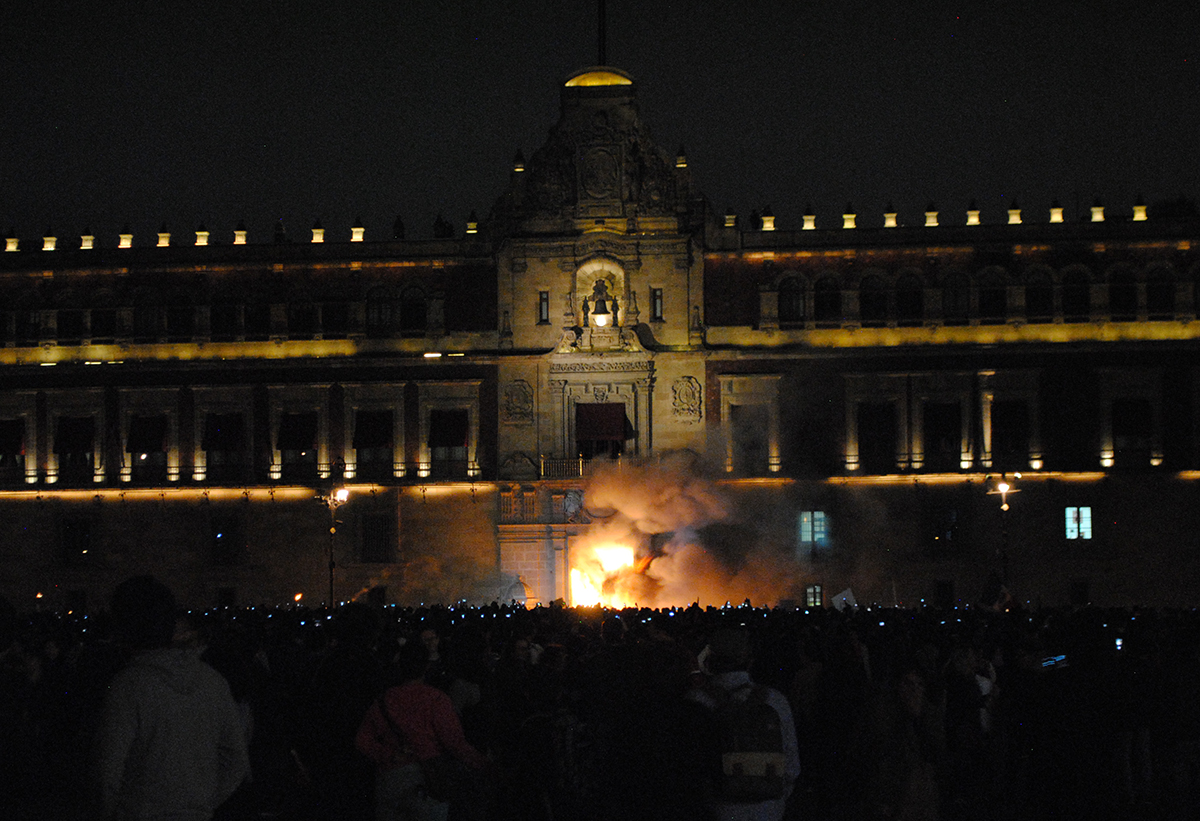
墨西哥国家宫大门大火

据格雷罗州检察官称，9月27日，伊瓜拉市警察局的280名警察被捕，其中21人涉嫌参与该事件而被起诉。袭击发生后，时任伊瓜拉市市长何塞·路易斯·阿瓦尔卡·贝拉斯克斯宣称，事发时他对事件一无所知，当时他正在跳舞和收听妻子玛丽亚·德洛斯安赫莱斯·皮内达·比利亚的报告。他拒绝辞职，并表示愿意接受调查。
尽管如此，市长于9月30日前往伊瓜拉市议会申请允许他缺席一个月，然后与妻子一起消失。次日，格雷罗州州长安赫尔·阿吉雷·里韦罗传唤前市长和市公安局局长费利佩·弗洛雷斯（Felipe Flores，何塞·路易斯·阿瓦尔卡的表弟）。民主革命党总书记亚历杭德罗·桑切斯·卡马乔向媒体宣布何塞·路易斯·阿巴尔卡被开除党籍。
10月4日，共和国检察总长办公室宣布将对此案展开调查。还决定伊瓜拉市的安全将由联邦警察和墨西哥军队负责，并负责没收市警察人员的武器。墨西哥众议院则成立特别委员会，负责跟进案件的调查。
9月27日事件引发了全国对恩里克·培尼亚·涅托总统的各种谴责，各地大学举行了示威活动，表明证明了总统没有能力领导国家。
在福布斯杂志2014年全球最具影响力人物中，恩里克·培尼亚·涅托总统从2013年的第37位跌至第60位。

### 与贩毒集团“联合勇士”的关联
在早期调查中，联邦政府揭露了市政府和市警察与犯罪集团联合勇士之间的联系，后者出现于贝尔特兰·莱瓦贩毒集团瓦解后，事发时已在莫雷洛斯州和格雷罗州活动四年。根据检察官办公室的调查，这些学生被市警察绑架，并移交给贩毒集团。
2014年10月14日，当局通报联合勇士在休特佩克的头目本哈明·蒙德拉贡（Benjamín Mondragón）的死亡。根据官方说法，蒙德拉贡在觉得被联邦军逼入绝境时开枪自杀。11月7日，一些遭到逮捕的毒贩声称他们与市政府共同犯罪。

### 格雷罗州州长安赫尔·阿吉雷辞职
2014年10月23日，何塞·路易斯·阿瓦尔卡请求辞职次日，格雷罗州州长安赫尔·阿吉雷·里韦罗也请求辞去州长职务，声称希望通过这种方式安抚政治氛围，有利于调查。州长的请求于10月25日被接受。第二天，格雷罗大学秘书长罗赫利奥·奥尔特加·马丁内斯接替。这是阿吉雷第二次担任州长，早在1996年，时任州长鲁文·菲格罗阿·阿尔科塞尔在阿瓜斯布兰卡大屠杀后辞职，所以阿吉雷接替。